# Comuna Dovhalivka, Bilohirea
Dovhalivka (în ucraineană Довгалівка) este o comună în raionul Bilohirea, regiunea Hmelnîțkîi, Ucraina, formată din satele Dovhalivka (reședința) și Moskalivka.

## Demografie
Componența lingvistică a comunei Dovhalivka
     Ucraineană (99,51%)
     Alte limbi (0,49%)
Conform recensământului din 2001, majoritatea populației comunei Dovhalivka era vorbitoare de ucraineană (99,51%), existând în minoritate și vorbitori de alte limbi.